# جيلبرتو ميلاني
جيلبرتو ميلاني (بالإيطالية: Gilberto Milani)‏ مواليد 13 مايو 1932 في ميلانو، هو متسابق دراجات نارية إيطالي. نافس في سباقات بطولة العالم لفئة 500 سي سي ولفئة 350 سي سي ولفئة 250 سي سي ولفئة 50 سي سي. كما شارك في كأس جزيرة مان السياحية.